# Adil Güngör
Adil Güngör (ur. w 1936) – turecki zapaśnik walczący w stylu klasycznym. Olimpijczyk z Rzymu 1960, gdzie zajął piąte miejsce w kategorii 67 kg. 
Zajął szóste miejsce na mistrzostwach świata w 1965 roku.